# Волошин, Александр Иович
Алекса́ндр Ио́вич Воло́шин  (1 января 1922 — 22 сентября 1989) — советский лётчик-истребитель, в годы Великой Отечественной войны — гвардии старший лейтенант, заместитель командира эскадрильи 107-го гвардейского истребительного авиационного полка 11-й гвардейской истребительной авиационной дивизии 2-го гвардейского штурмового авиационного корпуса 2-й воздушной армии 1-го Украинского фронта. Герой Советского Союза (1945), полковник.

## Биография
А. И. Волошин родился 1 января 1922 года в городе Екатеринославе (ныне Днепр) в семье рабочих.Сестра Волошина Лидия Иовна, проработала всю жизнь в Железнодорожной поликлиники в г.Днепропетровск старшей медсестрой.По национальности украинец. По окончании 8 классов школы прошёл обучение в аэроклубе.
В Красной Армии с апреля 1940 года. По окончании военного училища лётчиков, в 1941 году, направлен в действующую армию. В 1943 году вступил в члены ВКП(б)/КПСС. Лётчик-истребитель отличился в воздушном бою 22 августа 1944 года к западу от города Сандомира (ныне Польша). Управляя подбитым самолётом, Волошин таранил вражеский истребитель, после чего смог произвести посадку на своей горящей машине. На фронтах Великой Отечественной воевал до победы. Всего им было совершено 293 боевых вылета, в 65 воздушных боях им лично сбито 16 вражеских самолётов.

Указом Президиума Верховного Совета СССР от 27 июня 1945 года за образцовое выполнение боевых заданий Командования на фронте борьбы с немецкими захватчиками и проявленные при этом отвагу и геройство гвардии старшему лейтенанту Волошину Александру Иовичу присвоено звание Героя Советского Союза с вручением ордена Ленина и медали «Золотая Звезда» (№ 7902).

В 1949 году заканчивает Высшие офицерские лётно-тактические курсы ВВС, а в 1959 — курсы усовершенствования офицерского состава (КУОС) при Военно-воздушной академии.
С 1972 года полковник Волошин в запасе. Жил в городе Барановичи Брестской области Белоруссии. Умер 22 сентября 1989 года.

## Награды
- Медаль «Золотая Звезда» Героя Советского Союза (№ 7902).
- Орден Ленина.
- Три ордена Красного Знамени.
- Орден Отечественной войны I степени.
- Три ордена Красной Звезды.
- Медали, в том числе:
  - медаль «За победу над Германией в Великой Отечественной войне 1941—1945 гг.»;
  - юбилейная медаль «Двадцать лет Победы в Великой Отечественной войне 1941—1945 гг.»;
  - юбилейная медаль «Тридцать лет Победы в Великой Отечественной войне 1941—1945 гг.»;
  - юбилейная медаль «Сорок лет Победы в Великой Отечественной войне 1941—1945 гг.».

## Память
- Решением Барановичского городского Совета депутатов № 58 от 26.06.2008 «О наименовании микрорайона Юго-Запад и улиц микрорайона» именем Александра Иовича Волошина названа одна из улиц в новом районе Боровки города Барановичи[4].